# Біллі Бін
Вільям Ламар Бін III (народився 29 березня 1962) — американський професійний бейсболіст та бейсбольний менеджер і нинішній керівник офісу. Зараз він є старшим радником власника Джона Фішера і міноритарним власником «Атлетів» з Окленда з Головної бейсбольної ліги США (англ. Major League Baseball, MLB), а також колишнім виконавчим віце-президентом з бейсбольних операцій. Він також є міноритарним власником футбольних клубів «Барнслі» з Першої ліги EFL в Англії та «АЗ Алкмаар»  з Ередивізі в Нідерландах. З 1984 по 1989 рік він грав у МЛБ як аутфілдер за «Нью-Йорк Метс», «Міннесота Твінз», «Детройт Тайгерс» і «Окленд Атлетикс». У 1990 році він приєднався до фронт-офісу «Атлетів» як скаут, після сезону 1997 року був призначений генеральним менеджером, а після сезону 2015 року його підвищили до виконавчого віце-президента.
Бін, обраний «Метс» у першому раунді драфту MLB, не виправдав очікувань скаутів, які вважали його зіркою. У своїй кар’єрі фронт-офісу Бін застосував до бейсболу статистичний аналіз (відомий як sabermetrics ), що змусило команди переглянути те, як вони оцінюють гравців. Він є темою книги Майкла Льюїса про бейсбольну економіку «Грошем'яч» у 2003 році, за якою у 2011 році був знятий фільм із Бредом Піттом у ролі Біна.

## Ранні роки життя
Бін виріс у Мейпорті, Флорида, та Сан-Дієго, Каліфорнія, у родині військового. Його батько, морський офіцер, навчив його кидати.
Бін навчався у середній школі Маунт-Кармел у Сан-Дієго, де досяг успіхів у бейсболі, футболі та баскетболі. Тренер середньої школи додав Біна до університетської бейсбольної команди на останню гру сезону першокурсників. Бін  відбивав 0,501 під час навчання на другому курсі та молодших класах середньої школи. У старшому сезоні його середній показник ватин впав до 0,300.
Незважаючи на зниження середнього показника, скаути були в захваті від таланту Біна. Бін кинув футбол, щоб уникнути травми, яка могла передчасно завершити його бейсбольну кар'єру. Незважаючи на це, Стенфордський університет намагався залучити Біна до спільної бейсбольно-футбольної стипендії як захисника, який мав стати наступником тодішнього другокурсника Джона Ілвея у американо-футбольній команді «Кардінал» зі Стенфорда 

## Бейсбольна кар'єра

### Ігрова кар'єра
Скаути бейсольної команди «Нью-Йорк Метс», яка провела перший загальний вибір на драфті Вищої бейсбольної ліги 1980 року, вподобали талант Біна і подумала про те, щоб вибрати його першим на драфті. Оскільки багато команд вважали, що він буде відвідувати Стенфорд і не підпише контракт з професійною командою, Бін опустився до 23-го вибору, де його взяв «Метс», який того року мав два інших вибору в першому раунді, дозволяючи їм ризикувати Біном не підписуючи. Після відвідин клубу «Метс» Бін вирішив підписати контракт з «Метс» за US$125 000 ($Шаблон:Inflation in 2025) бонус за підписання . Бін назвав своє рішення підписати контракт із «Метс» замість того, щоб йти до Стенфорду, «єдиним рішенням, яке він коли-небудь прийме у своєму житті щодо грошей».
Вважаючи, що Бін є більш вишуканим гравцем, ніж їхній найкращий вибір першого раунду, Дерріл Строберрі Метс призначив Строберрі грати в м’яч новачка з іншими новими гравцями, що були "призвані" з середньої школи, тоді як Бін був призначений у «Літл Фоллз Метс» з класу А  Нью-Йорксько-Пеннської ліги, з гравцями, яких призвали з коледжу. Бін мав труднощі у своєму першому сезоні, відбивши 0,210. Він не зміг внести необхідні корективи під час гри в жорсткішій конкуренції. У 1981 році «Метс» підвищив Біна до «Лінчбурґ Метс» класу «A-Advanced» Ліги Кароліни. Після успішного сезону він отримав підвищення до  «Джексон Метс» Техаської ліги класу АА   в 1982 році. Поки Строберрі був найціннішим гравцем ліги, Бін відбив 0,220. Бін почав запитувати себе, тоді як його новий сусід по кімнаті, Ленні Дікстра, досяг успіху з непохитною впевненістю та надзвичайною розумовою концентрацією.

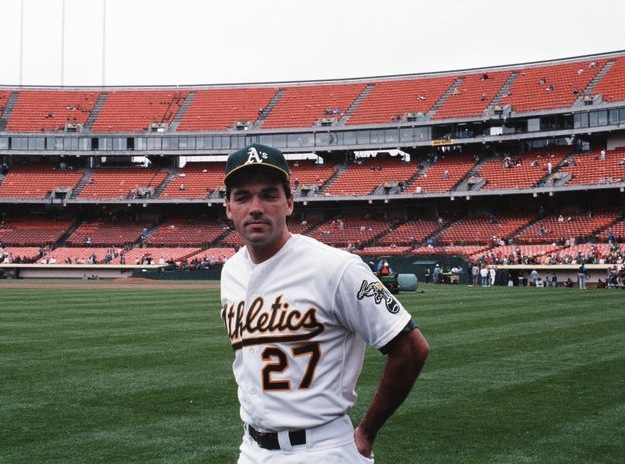
Бін на Оклендському Колізеумі в 1989 році, коли він виступав за A's

Бін залишався в Джексоні до 1984 року, коли він отримав своє перше підвищення до MLB, з'явившись у п'яти іграх за Нью-Йорк Метс 1984 року. У 1985 році Бін провів більшу частину сезону за «Тайдвотер Тайдс» Міжнародної ліги класу AAA, отримавши виклик до Метса 1985 року на вісім ігор. У 1985 році він відбив .284 за «Тайдс», очоливши команду з 19 хоумранами та 77 ранами, відбитими в. Після сезону «Метс» обміняв Біна з Джо Клінком і Біллом Летамом у «Міннесоту Твінз» на Тіма Тойфеля та Пета Кросбі, гравця нижчої ліги.
«Близнюки» розпочали весняне тренування, готове дати Біну місце в стартовому складі лівого крайнього гравця замість чинного Міккі Гетчера, але він мав справу з травмами та неефективністю. Бін зіграв у 80 іграх за «Міннесота Твінз» («Близнюки Міннесоти») у 1986 році, відбиваючи 0,216. Він також з’явився в 32 іграх за «Толедо Мед Хенс» Міжнародної ліги. «Близнюки» відправили Біна до своєї нової філії Class-AAA, Portland Beavers of the Pacific Coast League (PCL), після весняного тренування в 1987 році. Відбивши 0,285 за «Портленд», Бін отримав виклик до «Близнюків» після розширення складу 1 вересня. У 1987 році він зіграв у 12 іграх за «Міннесоту Твінз».
Близнюки обміняли Біна в «Детройт Тайгерс» («Детройтські тигри») на Бальвіно Галвеса під час весняного тренування 1988 року. Того сезону він увійшов до першого реєстру «Тигрів» як доповнення у зв’язку з травмою , а наприкінці квітня був переведений до «Толедо» , який зараз працює як філія «Детройта» Class-AAA, де він провів більшу частину сезону. Протягом цього часу він грав у тому самому полі, що й інший гравець із майже таким самим іменем — Біллі Бін — і також мав товариша по команді на ім’я Райс. Бін з'явився в шести іграх за «Тигри» 1988 року. Після сезону 1988 року Бін отримав статус вільного агента і підписав контракт з «Окленд Атлетикс», зіграв у 37 іграх за «Атлетикс» 1989 року, відбивши 0,241 у 79 битах. Більшу частину сезону Бін провів у команді Class-AAA Tacoma Tiger з PCL. Він повторно підписав контракт з «Атлетами» на сезон 1990-го року і був відправлений до нижчої ліги наприкінці весняних тренувань.

### Фронтофісна кар'єра
Втомлений способом життя гравця нижчої ліги, Бін звернувся до генерального директора «Атлетів» Сенді Олдерсона через день після того, як його перевели до табору нижчої ліги в квітні 1990 року на роботу передового скаута. Бін обіймав цю посаду до 1993 року, коли його підвищили до посади помічника генерального директора «Атлетів», якому було доручено відстежувати гравців другорядної ліги.
Під керівництвом Волтера А. Хааса-молодшого «Атлети» брали участь у трьох послідовних Світових серіях з 1988 по 1990 рік і мали найвищу зарплату в бейсболі в 1991 році. Хаас помер у 1995 році, і нові власники Стівен Шотт і Кен Гофмен наказали Олдерсону скоротити зарплату. Щоб створити конкурентоспроможний склад з обмеженим бюджетом, Олдерсон почав зосереджуватися на принципах саберметрики, щоб отримати недооцінених гравців. Він оцінив базовий відсоток серед нападників. Олдерсон навчив Біна знаходити цінність, яку інші команди не бачили, використовуючи саберметрику.
Бін змінив Олдерсона на посаді генерального директора 17 жовтня 1997 року. Він продовжив перетворення Олдерсона з «Атлетів» в одну з найбільш економічно ефективних команд у бейсболі. Наприклад, у сезоні MLB 2006 року «Атлети» посідали 24-е місце серед 30 команд вищої ліги за зарплатами гравців, але мала 5-те найкраще місце в регулярному сезоні.

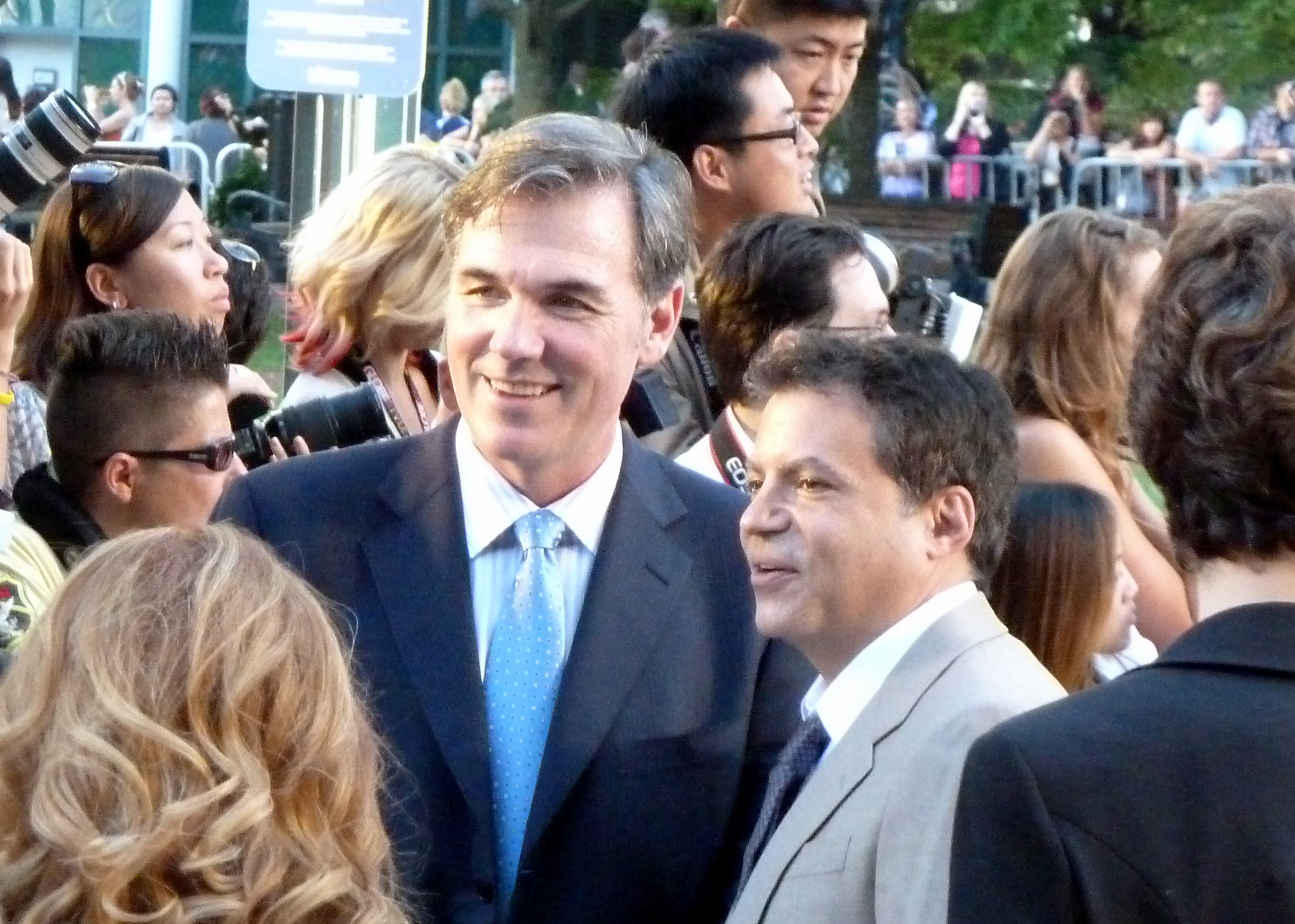
Бін (зліва) на Міжнародному кінофестивалі в Торонто 2011

«Атлетикс» виходили в плей-офф чотири роки поспіль з 2000 по 2003 роки, щороку програючи в серії дивізіону Американської ліги. У 2002 році «Атлетикс» стала першою командою за понад 100 років бейсбольної Американської ліги (AL), яка виграла 20 ігор поспіль. Після сезону 2002 року Бостон Ред Сокс зробив Біну пропозицію в розмірі 12,5 мільйонів доларів стати їхнім генеральним директором , але він відмовився. 15 квітня 2005 року Бін отримав продовження контракту, щоб залишитися в «Атлетах» як генеральний менеджер команди до 2012 року, і новий власник команди Льюїс Вольф передав Біну невелику частину власності команди. Вони виграли свою першу серію плей-офф під керівництвом Біна в 2006 році, коли вони переграли «Міннесоту Твінз» у серії дивізіону Американської ліги, але були зметені « Детройт Тайгерс» у серії чемпіонату американської ліги.
Починаючи з 2006 року в плей-офф і до 2012 року, «Атлети» не потрапляли до стадії плей-офф і не фінішували вище 0,500, що викликало критику Біна та його підходу в деяких колах, особливо в 2009 році. Бін здебільшого відкидав критику свого підходу, вказуючи, що його філософія обертається навколо досліджень та аналізу. Багато інших генеральних менеджерів наслідували згодом стратегію Біна і тепер використовують подібні підходи. У грудні 2009 року «Спорт ілюстрейтід» назвав Біна №10 у своєму списку 10 найкращих генеральних менеджерів/керівників десятиліття у всіх видах спорту. [a]
У той час як «Грошем'яч» вже змінив те, як оцінювали гравців MLB, Бін почав зосереджуватися на гравцях середньої школи, групі, яку він колись переважно ігнорував, у драфті MLB, вважаючи їх сильно недооціненими.  Він та інші однодумці GM також змінили свої проекти стратегій, щоб більше зосередитися на оборонних навичках, які стали недооціненими в роки відразу після революції «Грошем'яча». Цей новий акцент на обороні було показано в сезоні 2010 року; хоча «Атлети» фінішували на рівні 0,500 і знову пропустили плей-оф, вони лідирували в MLB за ефективністю захисту, що вимірюється як відсоток м’ячів, введених у гру суперниками, які призвели до аутів, і допустили найменшу кількість ранів у AL. У лютому 2012 року «Атлети» продовжили контракт з Біном до 2019 року. У сезоні 2012 року «Атлети» знову вийшли до плей-офф під керівництвом Біна, вигравши титул AL West в останній день регулярного сезону. У 2013 році «Атлети» повернулися до плей-оф, знову вигравши титул Західного дивізіону Американської ліги, перші поспіль чемпіонати команди з сезонів 2002 і 2003 років.
5 жовтня 2015 року «Атлети» оголосили, що Біна підвищили до виконавчого віце-президента з бейсбольних операцій. Асистент генерального директора Девід Форст обійняв посаду генерального менеджера. У листопаді 2022 року Бін перейшов на нову посаду старшого радника власника Джона Фішера, а Форст став новим керівником бейсбольних операцій.

## Діяльність за межами бейсболу

### футбол
Коли група власників Athletics погодилася придбати реінкарнацію «Сан-Хосе Ерсквейкс» з Major League Soccer, Бін, який виявив пристрасть до футболу, почав розробляти систему для об’єктивного аналізу футболістів. Він погодився допомогти фронт-офісу «Ьосквейкс» розробити метод створення економічно ефективної команди, оскільки обмеження зарплати в MLS навіть більш обмежувальне, ніж статус Athletics як команди малого ринку у Вищій лізі бейсболу. Однак систему ще належить запровадити.
Бін вважав колишнього тренера Арсеналу Арсена Венґера особистим кумиром. Бін провів перемовини з Венгером, колишнім менеджером ФК «Манчестер Юнайтед» Алексом Фергюсоном і власником ФК «Ліверпуль» Джоном В. Генрі. Його дружба з колишнім скаутом «Арсеналу» Демієном Комоллі та власником «Арсеналу» Стеном Кроенке дозволила йому глибоко зануритися у світ англійського футболу.
У березні 2015 року нідерландський футбольний клуб AZ Alkmaar під керівництвом генерального директора Роберта Еенгорна, колишнього гравця вищої ліги, найняв Біна радником. Через п'ять років він став акціонером клубу. придбання 5% акцій у 2020 р. 19 грудня 2017 року Бін став частиною консорціуму на чолі з Чіен Лі для придбання футбольного клубу «Барнслі», який виступає в Першій лізі EFL, третьому рівні системи футбольних ліг Англії.

### Індустрія програмного забезпечення
4 січня 2007 року розробник програмного забезпечення «NetSuite» включив Біна до своєї ради директорів; Співзасновник «NetSuite»» Еван Голдберг згадав здатність Біна поєднувати факти з інстинктом. Бін також був консультантом у відеогрі «MLB Front Office Manager» і з’являється у ній.

### Грошем'яч
Книга-бестселер за авторством Майкла Льюїса «Грошем'яч: Мистецтво виграти в нечесній грі» (англ. «Moneyball: The Art of Winning an Unfair Game») 2003 року досліджує методи Біна як генерального директора оклендських «Атлетів» та те, як він разом із Полом Деподестою використовував принципи саблеметрії, щоб виставити команду-переможця, незважаючи на виключно низький фонд оплати праці. Книга та методи Біна вплинули на те, як багато команд і гравців ставляться до гри в бейсбол.
По книзі 2011 року був знятий фільм «Грошем'яч», у якому роль Біна зіграв Бред Пітт. Гра Пітта у фільмі принесла йому номінацію на «Оскар» за найкращу чоловічу роль.

## Особисте життя
У першому шлюбі Бін був одружений з Кеті Стердівант. У пари є дочка Кейсі Бін.
Бін одружений на Тарі Бін. У пари є близнюки Брейден і Тінслі Бін.
Бін навчався в Каліфорнійському університеті в Сан-Дієго під час бейсбольного міжсезоння своєї ігрової кар'єри.